# Список персонажей серии романов «Сумерки»
Ниже представлен список серий написанных Стефани Майер романов «Сумерки», а также их экранизаций. Список включает имена основных, второстепенных и эпизодических персонажей следующих романов: «Сумерки», «Новолуние», «Затмение», «Рассвет», «Солнце полуночи» и «Недолгая вторая жизнь Бри Таннер»; а также фильмов: «Сумерки», «Сумерки. Сага. Новолуние», «Сумерки. Сага. Затмение», «Сумерки. Сага: Рассвет — Часть 1» и «Сумерки. Сага: Рассвет — Часть 2».
Список упорядочен по категориям и отсортирован в алфавитном порядке. Лидеры клана (стаи) поставлены на первые места списка.

## Главные герои

### Белла Свон
Белла Свон (англ. Bella Swan) — скромная семнадцатилетняя девушка, переехавшая из штата Аризона в штат Вашингтон, город Форкс, к своему отцу Чарли. В новой школе встречает молодого человека по имени Эдвард Каллен. Впоследствии она узнаёт, что он и вся его семья вампиры. В романе «Новолуние», чтобы защитить Беллу от себя самого, Эдвард покидает её. Белла впадает в депрессию, выбраться из которой ей помогает её друг, Джейкоб Блэк, являвшийся оборотнем. Она привязывается к Джейкобу, хотя и не настолько сильно, чтобы забыть Эдварда. В «Затмении» Эдвард , его семья и оборотни-квилеты, защищая Беллу, борются с армией новорождённых вампиров Виктории, которая мстит за любимого, убитого Эдвардом в первом романе. В «Рассвете» Белла с Эдвардом становятся мужем и женой. У них рождается дочь Ренесми. Белла становится вампиром и приобретает способность выставлять мысленный щит, защищающий от нефизических (таких, как у Эдварда , Аро, Джейн, Челси, Елеазара и т. п.) даров, который может пробить только её дочь Ренесми.
Роль исполняет: Кристен Стюарт.

### Эдвард Каллен
Эдвард Каллен (англ. Edward Cullen). Первый «ребёнок» в семье Калленов. Старомоден, любит классическую музыку, играет на рояле и сочиняет этюды. В своей смертной жизни Эдвард родился в Чикаго 20 июня 1901 года в семье преуспевающего юриста. Мечтал о военной славе. В 1918 году его родители умерли от испанки, самого же Эдварда спас доктор Карлайл Каллен, превратив в вампира. Эдвард находит свою любовь только через 90 лет. Обучаясь в школе американского городка Форкс, штат Вашингтон, он встречает Беллу Свон. Его способность позволяет ему слышать/читать мысли других людей или вампиров за исключением Беллы, у которой стоит блок на такие воздействия. В романе «Новолуние», чтобы защитить Беллу от себя самого, Эдвард покидает её и отправляется охотиться на Викторию. В «Затмении» лично защищает от неё Беллу, в то время, как его семья и оборотни-квилеты борются с армией новорождённых вампиров Виктории. В «Рассвете» он женится на Белле. На острове Эсми у них проходит медовый месяц, Белла беременеет, и вскоре по возвращении домой у них рождается дочь Ренесми.
Роль исполняет: Роберт Паттинсон.

### Джейкоб Блэк
Джейкоб Блэк (англ. Jacob Black) — индеец племени квилетов, проживает в резервации Ла-Пуш неподалёку от Форкса. Джейкоб стал первым, кто подтолкнул Беллу к пониманию того, что Эдвард Каллен — вампир, рассказав ей легенды квилетов о «хладных» (вампирах) демонах, хотя сам тогда в эти легенды не верил. Когда Эдвард бросил Беллу, Джейкоб стал её лучшим другом, однако при этом сам начал влюбляться в девушку. В ходе повествования в книге «Новолуние» с ним происходят трансформации, дающие ему возможность обращаться в большого красно-коричневого волка с самой длинной в стае шерстью (из-за того, что у него самые длинные волосы). В «Затмении» он признаётся Белле в любви. Но узнав, что она выходит замуж за Эдварда, полностью погружается в сущность волка, стараясь уйти от человеческих переживаний. В «Рассвете» Джейкоб властью вожака по праву рождения разрешает Калленам обратить Беллу в вампира, если не будет другого способа спасти её жизнь. Он запечатляется (навсегда связывает себя) с новорождённой Ренесми, дочерью Эдварда и Беллы. Также становится вожаком отдельной группы оборотней.
У Джейкоба есть две сестры: Рейчел и Ребекка.
Роль исполняет: Тейлор Лотнер.

## Вампиры
Вампиры в серии романов «Сумерки» отличаются от традиционного образа, и этот факт нередко юмористически обыгрывается в книгах. По словам Стефани Майер, перед написанием книги она не изучала легенды о вампирах. В её произведениях они не боятся чеснока, крестов, серебра, святой воды или других религиозных символов, осиновых кольев. Они могут находиться в лучах солнечного света, способны есть человеческую пищу, хотя не в состоянии её переварить, поэтому позже вынуждены вызывать у себя рвоту. Им не нужно дышать, хотя остановка дыхания сама по себе неприятна, так как противоречит рефлексам тела и мешает чувствовать запахи. Они отражаются в зеркалах и проявляются на фотографиях.
Вампиры обладают сверхъестественной красотой, позволяющей привлекать добычу. Их кожа очень тверда и на ощупь похожа на мрамор, её практически невозможно повредить обычными (людскими) способами; тем не менее она довольно хрупка и светится на солнце. У новообращённых вампиров ярко-красные глаза, которые в течение первого года приобретают более глубокий и тёмный оттенок. Если вампир пьёт человеческую кровь, наиболее питательную из всех, глаза остаются красными. Если же он питается кровью животных, как семейства Калленов и Денали, глаза становятся золотисто-коричневыми. Независимо от предпочтений в пище, от жажды глаза темнеют, пока не становятся совсем чёрными. Чем сильнее жажда, тем темнее радужка.
Вампиры никогда не спят и обладают невероятной силой, например, могут выдёргивать деревья с корнем, поднимать и бросать автомобили, стирать металлические предметы в порошок. Особенно сильны новообращённые вампиры в первый год после «рождения», так как в их застывших жилах по-прежнему присутствует много человеческой крови. В этот же период им наиболее трудно контролировать свою жажду. Все пять чувств у вампиров необыкновенно развиты: они обладают чрезвычайно острым зрением, тонко чувствуют запахи, двигаются с такой скоростью, что человеческий глаз не в состоянии за ними уследить, а также могут с лёгкостью перемещаться по любым, даже вертикальным, поверхностям. Кроме того, они бессмертны и практически неуязвимы, убить вампира может только оборотень или другой вампир, поскольку даже самые сильные обычные люди не могут одолеть и ослабленного вампира (не говоря уже о новорождённых). Единственный способ убить вампира — разорвать на части и сжечь, потому что даже в оторванном состоянии части их тел продолжают двигаться, стремясь воссоединиться. Плоть вампиров (хоть и тверда как камень) легко воспламеняется, и сильно раненному вампиру ничего не стоит сгореть даже от самой крохотной искры. Вырванные или остриженные волосы заново не отрастают и не прирастают, несмотря на то, что при обращении становятся гуще и красивее, чем при человеческой жизни. Иногда после перерождения вампир получает сверхъестественные способности, как Эдвард Каллен, который начал читать мысли, Элис, которая видит будущее, её возлюбленный Джаспер, которому под силу почувствовать и изменить настроение окружающих, и Белла, обладающая щитом от всех мысленных воздействий, пробить который может только ее собственная дочь Ренесми. На самом деле люди с рождения наделены этими способностями, вампиризм просто раздувает их до исполинских размеров, например: Элис, Джаспер и Белла демонстрировали их ещё будучи людьми. По своей природе вампир может влюбиться только один раз в жизни, эта любовь длится вечно: она не слабеет и не проходит ни при каких обстоятельствах. Поэтому если любовь неразделённая или пассия вампира погибает, то это травма на всю жизнь. Так было в случае с Марком Вольтури, который, овдовев, утратил всякий интерес к радостям жизни, а также властолюбие и жажду крови, свойственные Аро и Каю, и постоянно хранит на лице выражение смертельной скуки.

### Каллены
Карлайл Каллен (англ. Carlisle Cullen) — глава семейства Калленов, муж Эсми и приёмный отец Эдварда, Элис, Эмметта, Розали и Джаспера. Родился примерно в 1640 году. Его отец был англиканским священником и инквизитором, охотником на ведьм и прочую нечисть. Карлайл был его помощником, однако не мог обвинять невинных людей в колдовстве. В 23 года, во время очередного «рейда» он подвергся нападению настоящего вампира. Осознав, кем стал, Карлайл несколько раз попытался покончить с собой, но вампирские способности каждый раз спасали ему жизнь. Не желая пить человеческую кровь, Карлайл страдал от жажды, пока не наткнулся на стадо оленей. Выпив кровь животных, он понял, что сможет обойтись без убийств людей. За годы «диеты» Карлайл стал практически равнодушен к человеческой крови, что помогло ему стать первоклассным хирургом. Вампирские способности помогают ему быстро обнаруживать болезнь человека. Описан как очень красивый и высокий (его рост 188 см) блондин, похожий на манекенщика. 
Он много путешествовал по миру, некоторое время жил с Вольтури — «королевской» семьёй вампиров в Италии, но потом покинул их из-за недопонимания и стал искать себе компаньона.
Работая в больнице в Чикаго, Карлайл встретил смертельно больного Эдварда и превратил его в вампира. Через некоторое время он сделал то же самое с Эсми и Розали. После превращения Эмметта Каллены переехали в Форкс, где заключили соглашение с индейским племенем квилетов: вампиры могут жить здесь, если не будут охотиться на территории индейцев и не укусят ни одного человека. Карлайл очень добр и сострадателен ко всем. Даже Джейкоб, который ненавидит вампиров, не испытывает к Карлайлу негативных чувств. Его особенность, которая усилилась после превращения, — сострадание.
Роль исполняет: Питер Фачинелли.
Эсми Каллен (англ. Esme Cullen); урожд. Эсми Платт (англ. Esme Platt) — жена Карлайла и приёмная мать Эдварда, Элис, Розали, Джаспера и Эмметта. Родилась в 1895 году в городе Колумбус (Огайо). Впервые встретила доктора Карлайла Каллена в 16 лет, когда сломала ногу, забираясь на дерево. В молодости желала стать учительницей, но под давлением родителей отказалась от этой идеи. В 22 года, пытаясь угодить им, Эсми вышла замуж за Чарли Эвенсона, но их брак не был счастливым из-за жестокого поведения мужчины. Ситуация изменилась после того, как Чарли призвали на военную службу для участия в Первой мировой войне. После его возвращения Эсми забеременела, это событие подтолкнуло её бросить мужа и уехать на север, где она воплотила в жизнь свою мечту — стать учительницей. В 1921 году у неё родился сын, который умер спустя несколько дней. Убитая горем молодая женщина решила покончить жизнь самоубийством, спрыгнув с утёса. Нашедшие полуживую Эсми люди отвезли её в морг, где её и нашёл доктор Каллен. Он сразу же узнал Эсми и, испытывая к ней глубокое чувство сострадания, превратил в вампира. Эсми вышла замуж за Карлайла в том же году. Из-за своей заботливой натуры исполняет в семье Калленов роль матери. Усилившаяся особенность — верность.
Роль исполняет: Элизабет Ризер.
Эмметт Каллен (англ. Emmett Cullen); урожд. Эмметт МакКарти (англ. Emmett McCarty) — один из вампиров клана Калленов, приёмный сын Карлайла и Эсми, приёмный брат Элис, Эдварда и Джаспера, муж и возлюбленный Розали. Эмметт самый сильный из семьи Калленов, до обращения Беллы. Обожает различные пари. Родился в 1915 году. Работал со старшими братьями на железной дороге. В 1935 во время охоты в горах Аппалачи был смертельно ранен медведем-гризли. Его нашла Розали и принесла к Карлайлу, чтобы тот превратил его. Сделать это самостоятельно она не решилась, т.к. боялась убить его. Много позже Розали призналась Белле, что Эмметт показался ей похожим на Генри, сына её подруги Веры. О превращении Эмметт помнит только «светловолосого ангела», которого Бог послал, чтобы спасти его. После превращения Карлайл объяснил Эмметту, кем он стал, но тот быстро привык. Известно, что у Эмметта были проблемы с диетой и он два раза пробовал человеческую кровь. В «Рассвете», после превращения Беллы, Эмметт постоянно отпускает пошлые шуточки об интимной жизни Беллы и Эдварда. Она не выдерживает и предлагает ему пари: если она выиграет у него состязание по армрестлингу, то он прекращает пошлить. Эмметт соглашается и проигрывает, забыв о том, что новорождённый вампир гораздо сильнее. Особенность — нечеловеческая сила.
Актёр: Келлан Латс.
Розали Лилиан Хейл (англ. Rosalie Lilian Hale) — приёмная дочь Эсми и Карлайла, приёмная сестра Эдварда, Джаспера (притворяются двойняшками) и Элис, жена и возлюбленная Эмметта. Родилась в 1915 году в Рочестере, Нью-Йорк, в семье банковского служащего. Описывается как самая красивая девушка в мире: высокая, статная, с длинными светлыми волосами и глазами, напоминающими фиалки. Родители очень любили дочь, постоянно восхищались ею, что привело к тому, что девушка выросла эгоистичной. Кроме того, родители хотели, чтобы Розали жила лучше, чем они, и для этого спешили познакомить её с достойным женихом. Однажды мать попросила девушку надеть самое лучшее платье и отнести отцу на работу обед. Так она познакомилась с Ройсом Кингом II, который влюбился в неё и сделал предложение. Как и Розали, Ройс был хорош собой, а кроме того — богат, и девушка мечтала о прекрасном будущем для их красивых детей. Она замечала, что отношения подруги Веры с мужем не похожи на её отношения с Ройсом: жених не целовал её так нежно и не проявлял знаков внимания. Однажды вечером Розали возвращалась от Веры домой и столкнулась с Ройсом и компанией его друзей. Он был пьян и стал хвастаться перед приятелями её красотой. Всё закончилось тем, что они жестоко избили и изнасиловали девушку, а потом просто бросили умирать на мостовой.
Ей повезло: Карлайл нашёл её и превратил в вампира. Получив огромную силу и новые способности, она отомстила за себя, замучив и убив всех своих обидчиков по очереди. Убийство Ройса было продумано до мелочей: она украла свадебное платье и, убив охранников, проникла в кабинет жениха, где убила его. Всего на её совести пять убийств (семь (в фильме — восемь), считая двоих (в фильме — троих) охранников Ройса); из-за этих убийств Розали считает, что она «почти так же чиста, как и Карлайл» («почти», поскольку Карлайл никогда не убивал людей). Кроме того, Розали гордится тем, что никогда не пробовала человеческую кровь, и утверждает, что «грехов на ней меньше, чем на Эсми». Первоначальным планом Карлайла было сделать Розали парой для Эдварда, но тот видел в ней только сестру. Это уязвило Розали, привыкшую, что ею все восхищаются. В 1935 году она нашла смертельно раненого Эмметта и принесла его Карлайлу, чтобы тот превратил его в вампира. Невинное выражение лица парня, тёмные вьющиеся волосы и ямочки на щеках напомнили ей о сыне её подруги.
Когда Эдвард встретил Беллу, Розали была настроена резко против их отношений: она завидовала Белле, так как у той был выбор, которого у самой Розали в своё время не было. Белла могла решить: стать ей вампиром и лишиться возможности иметь полноценную семью или же остаться человеком и завести её в будущем, — сделать то, ради чего Роуз могла отказаться от всего на свете, кроме Эмметта.
В «Новолунии» Розали сообщает Эдварду о том, что Белла якобы умерла, прыгнув со скалы, что чуть не приводит к смерти Эдварда. В «Затмении» её отношение к избраннице брата несколько меняется в лучшую сторону, она рассказывает девушке историю своего превращения в вампира, а кроме того, присоединяется к борьбе с армией новорождённых вампиров Виктории. В «Рассвете» Розали объединяется с Беллой, когда та узнаёт о своей беременности, защищая её решение оставить ребёнка и заботясь о девушке, потому что сама Роуз всю жизнь мечтала о детях. После превращения Беллы они становятся подругами, но Белла не уверена до конца, сколько продлится эта дружба и будут ли они подругами, когда Ренесми (дочь Беллы) не будет так неразрывно с ней связана. Усилившаяся особенность — красота.
Роль исполняет: Никки Рид.
Джаспер Хейл (урожд. Джаспер Уитлок, англ. Jasper Whitlock) — один из вампиров клана Калленов, приёмный сын Эсми и Карлайла, приёмный брат Эдварда, Эмметта и Розали (притворяются двойняшками), муж и возлюбленный Элис (хотя официально они были женаты лишь однажды. В их современных документах отметка о заключении брака отсутствует).
Родился в штате Техас в 1843 году, в 1861 вступил в Армию Конфедеративных Штатов Америки, чтобы участвовать в Гражданской войне. Благодаря харизме и дару убеждения, он быстро стал продвигаться по службе и дослужился до звания майора, хотя был слишком молод. Был обращён в вампира в 1863 году вампиршей по имени Мария и приобрёл способность чувствовать настроение окружающих и манипулировать им. С его помощью Мария решила отвоевать территорию в Монтеррее, и для этого превратила в вампиров множество людей. Джаспер должен был тренировать её армию и убивать выдохшихся новорожденных примерно через год после превращения. Он подружился с одним из них, Питером, который, вопреки всему, выжил в первые три года. Питеру поручили новорождённых — как бы сделали его нянькой. Но, когда пришло время делать новую чистку, Питер не смог убить Шарлотту, одну из новообращённых. Джаспер позволил им обоим сбежать. Пять лет спустя Питер пришёл за Джаспером. Тот присоединился к нему и Шарлотте, но через несколько лет покинул и их тоже вследствие своей способности чувствовать чувства людей. Ему надоели все убийства, потому что он чувствовал все эмоции своих жертв — страх, изумление от своей красоты, отчаяние и т. д. В 1948 году встретил Элис в закусочной в Филадельфии, в 1950 они присоединились к Калленам, когда те были на Аляске. Так как раньше Джаспер питался человеческой кровью, ему трудно придерживаться диеты Калленов. В «Новолунии» нападает на Беллу, когда та ранит палец о бумагу, в которую упакован подарок, чем вынуждает семью покинуть Форкс для безопасности девушки. В «Затмении» учит Калленов и оборотней драться с новорождёнными. Описывается как высокий (примерно 191 см) медовый блондин (англ. honey blond). На его теле множество шрамов в виде полумесяца — от укусов вампиров.
Роль исполняет: Джексон Рэтбоун.
Мэри Э́лис Каллен (англ. Mary Alice Cullen; урожд. Мэри Элис Брэндон, англ. Mary Alice Brandon) — приёмная дочь Эсми и Карлайла, приёмная сестра Эдварда, Эммета и Розали, жена и возлюбленная Джаспера (хотя официально они были женаты лишь однажды. В их современных документах отметка о заключении брака отсутствует).Родилась в 1901 году в Билокси, Миссисипи, и из-за своих «видений» была помещена в психиатрическую больницу. Запах её крови очень (больше, чем впоследствии — запах крови Беллы) привлекал вампира-ищейку Джеймса, который открыл на неё охоту. Для спасения девушки старый вампир (которому она нравилась), работавший в больнице, обратил её. Через много лет Джеймс встретил её в клане Калленов. Из своего прошлого Элис ничего не помнит, но, проведя небольшое расследование, выяснила, что её родители объявили её умершей: дата на надгробии совпадает с датой её поступления в больницу. Кроме того, она узнала, что у неё была сестра Синтия, дочь которой живёт в Билокси.
После превращения в вампира получила способность видеть будущее. Правда, она видит не всё, а только последствия решений, которые принимает человек или вампир. Если меняется решение, меняется и видение Элис. Кроме того, она не видит «полукровок», таких, как Ренесми или Науэль, и оборотней. Также Элис отличается большей, чем у остальных вампиров, ловкостью, и иногда в бою может видеть решения противника.
Описывается как похожая на эльфа девушка маленького роста (около 147 см) с короткими чёрными волосами и голосом, похожим на перезвон колокольчиков. Она обожает вечеринки и посещение магазинов. Элис одна из первых подружилась с Беллой. В «Рассвете», узнав о готовящейся атаке Вольтури, Элис вместе с Джаспером уходит, чтобы найти свидетелей, подтверждающих, что Ренесми не опасна.
Роль исполняет: Эшли Грин.
Ренесми Карли Каллен (англ. Renesmee Carlie Cullen) — гибрид, дочь Эдварда Каллена и Беллы Каллен. Ренесми — комбинация имён Рене (матери Беллы) и Эсми (приёмной матери Эдварда), Карли — Карлайла (приёмного отца Эдварда) и Чарли (отца Беллы). От Эдварда ей достались черты лица и бронзовый цвет волос, от Беллы — шоколадный цвет глаз, а кудри — от дедушки Чарли.
У неё бьётся сердце, придавая ей лёгкий румянец на щеках, хотя сама девочка бледная, кожа сияет на солнце, но настолько слабо, что заметить это может только глаз вампира. Также её кожа тёплая и мягкая на ощупь, но непроницаема, как у вампира. Ренесми может питаться как кровью, так и человеческой пищей, хотя отдаёт предпочтение первому. Она не вырабатывает яд. Обладает талантом, обратным таланту своего отца, дотронувшись рукой до другого человека, при том тот, к кому она прикоснётся, будет видеть её мысли в своей голове. Также у неё есть талант, обратный таланту своей матери — никто не может защититься от её способностей. Она быстро растёт умственно и физически.
Через неделю после своего рождения Ренесми уже умеет говорить, но предпочитает не выражать свои мысли вслух, а использовать свой дар. К концу «Рассвета» (ещё до противостояния с Вольтури) умеет читать, ходить, охотиться. Но скорость её роста всё же замедляется. Ренесми достигнет своей физической зрелости примерно через 7 лет. Физически её возраст достигнет 17, и она перестанет стареть. От Джейкоба Блэка, у которого случился «импринтинг» с Ренесми, она получила прозвище «Несси» (англ. Nessie), которое первоначально (до завершения противостояния с Вольтури) терпеть не может Белла, так как этим именем называют также Лох-Несское чудовище. После противостояния она, впрочем, с лёгкостью присоединяется к тем, кто называет девочку кратким именем.
В фильме (в сцене после видения Элис о приходе Вольтури) Джейкоб также называет Ренесми «Несс» («А Несс ловила снежинки»).
Актриса: Маккензи Фой (в детстве), Кристи Бёрк (в юности).

### Вольтури

Кадр из фильма «Новолуние». Слева направо: Аро, Кай и Алек

Вольтури (англ. Volturi) — древний и самый большой клан вампиров, проживающий в Италии. Впервые упоминаются в книге «Новолуние». В свои ряды они отбирают только самых сильных и талантливых вампиров, обладающих особенным даром. Вольтури являются своеобразным правоохранительным органом, обладающим огромной властью среди себе подобных, чем вызывают страх и уважение. Также они славятся жестокостью по отношению к провинившимся. Большинство из них остаётся в сериале безымянными. Кроме того, на Вольтури работает человеческая женщина-секретарь. Несмотря на надежды, что Вольтури превратят её в вампира, они убивают её в книге «Рассвет». У них есть жёны, также принимающие участие в управлении кланом — жена Аро Сульпиция (англ. Sulpicia), жена Кая Афинодора (англ. Athenodora) и покойная жена Марка Дидима (англ. Didyme), которая обладала силой делать других счастливыми.
В клан входит 32 вампира, имена большей части которых неизвестны.
- А́ро (англ. Aro), в фильме «Сумерки. Сага. Новолуние» — Аро́, — самый главный из Вольтури. Брюнет, имеющий прозрачно-белую кожу и смоляные волосы. Радужка на глазах малиновая, но не яркая, а матовая, словно подёрнута пеленой. Способность Аро — читать мысли, однако его талант отличается от таланта Эдварда тем, что он читает все мысли, которые когда-либо были на уме, и только у кого-то одного; также для этого ему нужен физический контакт.

Актёр: Майкл Шин.
- Кай (англ. Caius) — выглядит почти так же, как и Аро. В книге описан как старец с благородной сединой и тонкой на вид кожей. В фильмах он — молодой блондин. Самый молодой (в фильме — также внешне) и кровожадный из лидеров Вольтури.

Актёр: Джейми Кэмпбелл Бауэр
- Марк (англ. Marcus) — на вид такой же, как и Аро. В фильмах (внешне) — самый старый из лидеров Вольтури, с проседью в волосах. С помощью своего таланта Марк может видеть духовное родство между людьми.

Актёр: Кристофер Хейердал
- Джейн (англ. Jane) — подручная Аро. Невысокая, тоненькая, с большими глазами, пухлыми губами, и детским голосом. Талант Джейн заключается в том, что она может, проникая в сознание, создавать иллюзию нестерпимой боли. В книге у неё короткие светло-каштановые волосы, в фильме — длинные и золотистые.

Актриса: Дакота Фэннинг.
- Алек (англ. Alec) — брат-близнец Джейн, подручный Аро. Очень похож на сестру, но волосы у него темнее и губы тоньше. Он в своём роде противоположность Джейн: она заставляет чувствовать невообразимую боль, а Алек лишает всех чувств, в частности, боли, зрения, обоняния и слуха.

Актёр: Кэмерон Брайт.
- Феликс (англ. Felix) — вампир, не обладающий особенными способностями, а лишь огромной физической силой. У него оливковая кожа, короткие чёрные волосы. Очень высокий и мускулистый.

Актёр: Дэниел Кадмор.
- Деметрий (англ. Demetri) — ищейка на службе у Вольтури. Высокий вампир с тёмными длинными кудрями и оливковой кожей. В фильме у него короткие каштановые волосы. Его талант заключается в обострённом шестом чувстве. Он может найти кого угодно и где угодно, проникая в сознание жертвы.

Актёр: Чарли Бьюли.
- Рената (англ. Renata) — личный телохранитель Аро. Эта женщина не воин, но у неё есть дар — заставлять подходящих близко отвлекаться и забывать о своей цели. Этот так называемый «щит» может оградить подопечного (подопечных) только на расстоянии нескольких метров, поэтому Рената ни на шаг не отходит от Аро, когда ему угрожает или может угрожать опасность.

| Актриса: | н/д |
- Челси (англ. Chelsea) — влияет на эмоциональные связи между людьми, способна как создать и усилить их, так и ослабить и даже разорвать. Весьма полезна Вольтури, так как может даже «заставить» кого-либо желать служить им. Менее всего ей удаётся влиять на любовные связи. Пример тому — влюблённый в Кармен и ушедший из клана, несмотря ни на что, Елеазар. Подробного описания внешности нет, известно лишь, что она высокая, элегантная и очень красивая, как Розали и Хайди. Замужем за Афтоном.

| Актриса: | н/д |
- Хайди (англ. Heidi) — была взята в клан, чтобы заманивать людей в качестве «еды» для Вольтури. Носит синие линзы, из-за чего глаза кажутся сиреневого оттенка. Обладает даром убеждения. Хайди — одна из самых красивых вампиров, как Розали. У неё длинные волосы цвета красного дерева, красивая фигура, длинные ноги, шелковистый голос. Одевается вызывающе (короткая юбка, обтягивающая красная блузка), чтобы привлечь внимание людей.

Актриса: Нут Сиар.
- Сантьяго, Корин и Афтон — тоже члены клана, но о них мало сказано. В фильме роль Сантьяго исполнил Латиф Кроудер. Корин и Афтон имеют сверхъестественные способности: Афтон может сделать себя невидимым для других, а Корин внушает другим чувство удовлетворения[8].

### Денали
- Таня (англ. Tanya) — организатор и глава клана цивилизованных вампиров-вегетарианцев, такого же, как семья Калленов, обитающего на Аляске в Денали и состоящего преимущественно из женщин. Таня очень любит мужчин, в частности, людей-мужчин, что стало одной из причин обращения её в «вегетарианство». Когда Эдвард Каллен был в Денали, Таня привязалась к нему, но на попытки установить более серьёзные отношения тот отказал в мягкой «джентльменской» форме. Также известно, что когда-то у Тани и других была мать-создательница, которая впоследствии была убита Вольтури из-за создания бессмертного младенца. Она ничего не сказала своим приёмным детям и тем самым спасла их жизни. О внешности Тани известно лишь то, что она блондинка с вьющимися длинными волосами клубничного оттенка. Таня родилась в Словакии примерно в 1000 году. У Тани, Кейт и Ирины русские корни. К концу описываемых в Саге событий остаётся единственной среди Калленов и Денали, у кого нет пары.

Актриса: Мианна Бёринг.
- Кейт (англ. Kate) — сестра Тани, состоит в её клане. Вполне возможно, что она родилась под именем Екатерина. У Кейт талант, который делает её почти неуязвимой: одного прикосновения к коже достаточно, чтобы (по её желанию) противника ударило разрядом тока. Как и Таня, очень любит мужчин. Известно, что Кейт — блондинка с прямыми волосами. В «Рассвете» знакомится с Гарретом и влюбляется в него, а он, ответив ей взаимностью, вступает в клан Денали и отказывается (хоть и не без труда) от человеческой крови.

Актриса: Кейси Лабоу.
- Елеазар (англ. Eleazar) — обладает даром «видеть таланты». Когда-то Елеазар служил у Вольтури, и Аро было очень обидно потерять столь ценный «экспонат» из своей коллекции. Но Елеазар ушёл, теперь он состоит в клане Тани как возлюбленный Кармен. Вместе они пришли к Тане и живут вместе с ней и её сестрой. Красивый брюнет с оливковой кожей. Родился в Испании в XVII веке.

Актёр: Кристиан Камарго.
- Кармен (англ. Carmen) — родом из Испании. Возлюбленная Елеазара. Вместе они пришли к Тане и живут вместе с ней и её сёстрами. Черноволосая, с оливковой кожей. Родилась в Испании в XVII веке.

Актриса: Миа Маэстро.
- Ирина (англ. Irina) — сестра Тани и Кейт, была влюблена в Лорана. После того, как Лорана в «Новолунии» убили оборотни, отказалась драться с Калленами против армии Виктории в книге «Затмение», в результате чего на помощь Калленам не пришли и остальные Денали. В книге «Рассвет» дала Вольтури ошибочные сведения о том, что Ренесми является бессмертным ребёнком, за что была убита Каем и солдатами Вольтури прямо на глазах своих сестёр. О внешности известно, что у неё прямые серебристые волосы длиной до подбородка, разделённые на пробор (в фильмах — волнистые, ниже плеч, большую часть времени (кроме сцены противостояния) уложены в причёску).

Актриса: Мэгги Грейс.
Также в клане Денали были вампиры Саша — создательница Кейт, Тани и Ирины, и Василий — 3-летний бессмертный младенец, которого создала она же. Они не упоминаются в книге поимённо, об их существовании можно узнать из «Списка вампиров» на последних (631-633) страницах книги «Рассвет» и в «Официальном иллюстрированном гиде по Сумеречной Саге».

### Клан Джеймса
Кочующий клан, состоявший из трёх вампиров: Джеймса, Виктории и Лорана. Клан вёл непостоянный кочевой образ жизни, нападая на людей в городах, таких, как Форкс, Сиэтл и т. п., где все трое могли не привлекать внимание других вампиров, таких, как Каллены, Денали и, конечно, Вольтури; с одной стороны, клан Джеймса не убивал людей на виду, но при этом, с другой стороны, зачастую убийства происходили в одном и том же городе много раз, что в некоторых случаях становилось известно людям (как правило, под видом нападения зверя), а значит — привлекало внимание, лишнее для Калленов, живущих неподалёку. С уходом Лорана к Денали и гибелью Джеймса в «Сумерках» клан распадается; Лоран погибает в «Новолунии» от зубов оборотней, попытавшись поохотиться на Беллу; последняя представительница клана, Виктория, уничтожена Эдвардом в «Затмении».
- Джеймс (англ. James) — кочевой, хищный вампир, охотящийся на людей. В «Сумерках» он знакомится с семьёй Калленов и Беллой Свон. Это происходит как раз тогда, когда те в грозовой день устраивают вылазку для игры в бейсбол. Является по натуре «ищейкой» — обладает высоким чутьем и неутомимой жаждой охоты на выбранную им жертву. Почуяв запах Беллы, Джеймс ставит своей целью укусить её, испив крови, и таким образом отомстить за свою единственную неудачу, когда он упустил Элис, ныне оказавшуюся среди Калленов, но Эдвард не собирается просто так отдавать свою возлюбленную. Впоследствии Джеймс погибает от рук братьев Эдварда, пришедших на помощь брату, когда тот защищал Беллу, попавшую в ловушку Джеймса. По книге у него короткие тёмно-русые волосы, в фильме они длинные и светлые, собранные в «хвост».

Актёр: Кэм Жиганде.
- Викто́рия (англ. Victoria) — рыжеволосая, хитрая и весьма опасная вампирша. Считалась подругой Джеймса, хотя на самом деле (как Эдвард пытался объяснить ей в «Затмении») Джеймс держал её при себе исключительно из-за её дара — Виктория обладала даром повышенного чувства опасности, например, была способна вовремя уйти от преследования. Также обладала высокой скоростью, в чём могла потягаться даже с Эдвардом (который является одним из самых быстрых вампиров). Была потрясена, узнав, что Каллены убили её возлюбленного, и с тех пор искала пути для мести, представляя угрозу для Беллы Свон. Хотела убить Беллу, так как следовала порядку «око за око», будучи убеждена, что Джеймса убил именно Эдвард, и считая, что справедливее убить его подругу, чтобы заставить его страдать так же, как страдает сама Виктория. В «Затмении» оборотни и Каллены долго и безуспешно пытались её поймать. Убита Эдвардом в этой же книге.

Актриса: Рашель Лефевр.
- Лора́н (фр. Laurent), в фильмах «Сумерки. Сага. Затмение» (Викторией) и «Сумерки. Сага: Рассвет — Часть 1» (Ириной) упоминается как Ло́ран — вампир-кочевник, возраст около 300 лет. В первой части («Сумерки») появляется вместе с Джеймсом и Викторией, но после решения Джеймса начать охоту на Беллу уходит от них. Лоран успевает предупредить Калленов о способностях Джеймса. Затем он отправляется к клану Денали, где заводит отношения романтического характера с Ириной. В «Новолунии» Лорана убивают оборотни за его попытку убить Беллу. Позже, когда Каллены в союзе с оборотнями начинают войну против Виктории, клан Денали отказался прийти на помощь, обосновав это смертью Лорана. По книге описан как красивый мужчина с оливковой кожей, коротко остриженными чёрными волосами и бородой. Глаза, как и у всех вампиров-не «вегетарианцев», цвета бургундского вина. Канадец, говорит с французским акцентом. В фильме он темнокожий мужчина с дредами.

Актёр: Эди Гатеги.

### Армия новорождённых из Сиэтла
Вольтури неоднозначно относятся к этому клану: с одной стороны, по вампирским законам, само существование вампиров должно храниться в строжайшей тайне, что подразумевает невозможность убивать открыто, так, чтобы об этом узнали люди, а практически каждый эпизод, виновниками которого становятся новорождённые в Сиэтле, широко освещается в прессе как действия банды либо особо жестокого маньяка, но с другой стороны, посланный Вольтури отряд во главе с Джейн спокойно встречается с нарушителями закона (Викторией и Райли), и Джейн, пользуясь тем, что к Калленам у Виктории свои счёты, натравливает армию, незаконно созданную последней, на неудобный и неугодный Вольтури клан в расчёте на то, что армия Виктории либо одолеет Калленов числом, понеся потери, в результате чего Вольтури будет проще уничтожить уцелевших, так или иначе нарушивших закон, либо будет разбита, в результате чего Каллены понесут большие потери, а значит, не будут представлять прежней угрозы Вольтури. В фильме «Сумерки. Сага. Затмение» о визите Вольтури к Виктории и Райли не упоминается, однако из того, что отряд Джейн спокойно наблюдает за последствиями очередной охоты новорождённых, и сопровождающего это наблюдение разговора явствует, что Вольтури в курсе нарушений, совершённых армией Виктории, и планируют использовать их против Калленов, при этом оставаясь в стороне; после сражения с новорождёнными и появления Вольтури Карлайл говорит Эдварду, не зная о вышеописанных событиях, что «если бы Вольтури знали, что это дело рук Виктории, они бы её остановили», и Джейн, даже не подав виду, соглашается с этим.
- Райли Бирс (англ. Riley Biers; в книгах фамилия не упоминалась) — предводитель армии и самый старший вампир в ней. Был влюблён в Викторию, но та постоянно врала ему (вследствие чего заставила его врать всей армии) и не испытывала к нему настоящих чувств (по фильму, она превратила его в вампира только из-за того, что он знал местность, будучи родом из Форкса). Однако из всей армии только он видел в лицо и знал по имени Викторию, остальная армия её лица и имени не знала, чтобы Элис и Эдвард не догадались, что это дело её рук. Его возраст — примерно год, но больше или меньше — неизвестно. Был убит Сетом Клируотером с небольшой помощью Эдварда.

Актёр: Ксавьер Сэмюэль.
- Диего (англ. Diego) — одиннадцатимесячный вампир, возлюбленный Бри. Райли очень ценил его. На момент обращения в вампира ему только-только исполнилось 18 лет. Хотел поступить в колледж и быть подальше от проблем. Но когда его младшего брата убили, решил отомстить. Его встретил Райли, оказав помощь против сообщников убийцы брата, а затем спросив: «Хочешь новую жизнь, парень?», после чего привёл юношу к Виктории, и та обратила его. Диего близко познакомился с Бри во время охоты с Кевином и мальчиком, назвавшим себя «Человеком-пауком». Последние вели себя не очень осторожно, чем не понравились Диего и Бри. Новообращённые разговорились в тайном месте Диего, где обнаружили, что вампиры не сгорают на солнце, а сверкают. Диего решил рассказать Райли об открытии, но тот и Виктория убили его, так как он слишком много знал.

| Актёр: | н/д |
- Бри Таннер (англ. Bree Tanner) — трёхмесячная вампирша, была обращена Викторией в возрасте неполных 16 лет. Основной персонаж книги «Недолгая вторая жизнь Бри Таннер». До обращения в вампира она жила с отцом, но потом сбежала от него, из-за того, что он бил её и её маму (та сбежала, когда Бри была ещё ребёнком). Сбежав, Бри начала голодать. Райли повстречал её, предложив бургер («Хочешь бургер, девочка?»), и в итоге отвёз девушку к Виктории. Та посчитала её слишком юной, однако всё-таки обратила. Прожив в новом облике три месяца (большую часть времени прячась за спиной (в буквальном смысле) у парня по имени Фред, от одного взгляда на которого начинает тошнить), Бри влюбилась в Диего. Они скрывали свои отношения от всей армии, но Райли начал что-то подозревать. Роман продолжился всего два дня, после чего Диего исчез, оставив Бри в замешательстве. Вскоре Райли начал готовить армию к битве с Калленами, принёс блузку Беллы, чтобы те смогли найти её и Калленов. Бри имела не такие кровавые взгляды, как все прочие в армии, и хотела сбежать с Диего и Фредом, подозревая, что их всех обманывают (вся армия верила мифу (в котором их, по указке Виктории, убедил Райли), что солнце смертельно для вампиров, за исключением некоторых четырёх дней в году, о которых впоследствии солгал Райли). Бри и Диего обнаружили, что их кожа на солнце сверкает, сами они назвали это «эффектом диско-шара». Сохраняя надежду, что Диего ещё жив, девушка отправилась с армией, но так и не встретила его, не обнаружив и намёка на его труп. Сама в битве не участвовала, но попыталась в отчаянии сбежать. Карлайл её остановил, обещав пощадить, если она не будет сопротивляться. Обнаружив среди Калленов Беллу, она испытывала сильную жажду, но всё-таки сдержалась. Была убита Вольтури, хотя некоторые Каллены пытались заступиться за неё; прежде чем умереть, успела рассказать Эдварду (в мыслях) об истинной причине визита отряда Вольтури. В «Затмении» она умерла через 10 страниц.

Актриса: Джодель Ферланд.
- Стрёмный Фред (англ. «Freaky» Fred) — единственный в армии вампир, обладающий особым даром — по его желанию всех вокруг начинало подташнивать, до рвоты включительно; кроме того, развивая и тренируя свой дар, смог становиться фактически невидимым для окружающих. По мнению Бри, внешне самый взрослый вампир в армии, выглядящий «уже студентом, а не старшеклассником». Также он — единственный из новообращённых, кому удалось спастись: он вовремя сбежал из армии, не принимая никакого участия в битве против Калленов и оборотней, что предлагал и Бри, но та отказалась, ссылаясь на необходимость найти Диего. В конце новеллы Бри жалеет, что перед смертью не сможет предупредить его о Вольтури и рассказать, каковы Каллены на самом деле, но подчёркивает, что Фред очень талантлив и изворотлив, так что, скорее всего, сможет выжить.

| Актёр: | н/д |

### Другие кланы

#### Амазонки
- Зафрина (англ. Zafrina) — амазонка. Лидер в клане и также обладает уникальным даром. Она может навязать другому любую иллюзию, которая будет настолько реальной, что он будет уверен, что находится в том месте, куда его в своей фантазии отправила Зафрина. При этом она, как и все амазонки, обладают очень специфичной внешностью: очень высокая, с длинным лицом, туловищем, носом, ногами и руками, с такими же длинными пальцами. Низкий гортанный голос, прямые длинные чёрные волосы, кошачьи повадки. Резкие движения, беспокойные глаза. Из одежды они носят шкуры, украшенные мехом. Амазонский клан — наиболее дикие вампиры, воинственные женщины, от них, вероятно, и пошли легенды об «амазонках». У них смуглая кожа, что, вероятно, говорит об их индейском происхождении.

Актриса: Джудит Шекони.
- Сенна (в фильме — Зенна) (англ. Senna) — тихая, но такая же представительная и высокая, как её спутница и наставница Зафрина, которая, по мнению Беллы, «просто высказывалась от имени обеих».

Актриса: Трейси Хиггинс.
- Кашири (англ. Kachiri) — ещё одна амазонка из Южной Америки. Такая же специфичная и такая же высокая, как и её две спутницы.

| Актриса: | н/д |

#### Египтяне
Все члены клана похожи друг на друга, как братья и сёстры. У всех оливковая кожа и чёрные, как ночь, волосы.
- Амон (в фильме — Аму́н) (англ. Amun) — бесспорный лидер в своём клане, недоверчивый, серьёзный мужчина. Он очень цепляется за талант своего любимейшего из членов семьи — Бенджамина, которого обратил, зная, что тот будет обладать даром (Бенджамин может управлять стихиями: водой, воздухом, огнём и землёй).

Актёр: Омар Метуолли.
- Кеби — жена Амуна. Молчаливая, держится в тени своего мужа, боится ему противоречить.

Актриса: Андреа Гэбриел.
- Бенджамин — необыкновенно жизнерадостный для вампира, выглядит чуть повзрослевшим мальчишкой, кажется весьма самонадеянным и беззаботным одновременно, имеет огромное влияние на Амуна и удивительный, один из самых дорогих талантов — ему подвластны все четыре стихии природы: огонь, вода, воздух и земля. В отличие от других «даров», связанных с восприятием, он действует непосредственно на физическом уровне — телекинез, пирокинез и т. п. Кроме того, обладает способностью распознавать «правильные» и «неправильные» поступки.

Актёр: Рами Малек.
- Тиа — неразговорчивая, мирная и рассудительная подруга Бенджамина.

Актриса: Анджела Сарафян.

#### Ирландцы
Изначально клан состоял только из Шивон и её мужа Лиама. Позже к ним присоединилась Мэгги, вызвав ревность у Лиама, но несмотря на это, они стали сплочённой группой (по мнению Карлайла, благодаря уникальному таланту Шивон).
- Шивон (англ. Siobhan) — крупная, добродушная женщина, которая является главой своей семьи и имеет свой уникальный талант. Суть этого дара не ясна до конца, по мнению Карлайла, Шивон может усилием воли менять вероятность развития происходящих событий. По другой версии, она может убеждать окружающих в том, чего бы ей хотелось, а также убеждать принять то или иное решение. Но так как Шивон мало верит в свои силы, её дар не особо развит и проявляется мало.

Актриса: Лиза Говард.
- Лиам — муж Шивон. Строгий, но абсолютно доверяет своей жене.

Актёр: Патрик Бреннан.
- Мэгги — маленькая, рыжеволосая (в фильме — темноволосая), кудрявая девушка. Она безошибочно определяет, когда ей говорят правду, а когда врут. Её вердикты всегда окончательны и обжалованию не подлежат, поэтому она очень дорога Шивон.

Актриса: Марлен Барнс.

#### Румыны
- Стефан — вампир из Румынии. Худой и низкорослый, с тёмными волосами, обладает очень тонкой пергаментной кожей, пронзительными узкими глазами чистого тёмно-красного цвета. Одет в простой чёрный костюм, которые легко мог бы сойти за современный, но с оттенком ретро. Ненавидит клан Вольтури, потому что полторы тысячи лет назад они сожгли все румынские замки вампиров. Мечтает отомстить Вольтури. В прошлом Стефан и Владимир были очень могущественны, считали себя богами:

Мы слишком долго просидели без движения. Упивались собственной божественностью. Все приходили к нам сами, в этом был знак нашей власти. Предназначенные на убой, ищущие нашей милости, посланники. Мы восседали на троне, считая себя богами. Далеко не сразу мы заметили, что происходит. Мы каменели. Поэтому надо, наверное, сказать спасибо Вольтури, что сожгли наши замки. Пока мы со Стефаном в статуи не превратились.
Актёр: Гури Вайнберг
- Владимир — сородич Стефана, последний из выживших вампиров Румынии. Внешне очень похож на Стефана, только обладает пепельными волосами; в фильме, кроме этого, выглядит менее круглолицым и упитанным, нежели Стефан. Так же, как и его сородич, ненавидит клан Вольтури.

Актёр: Ноэль Фишер

#### Американские кочевники
- Гаррет (англ. Garrett) — легко находящий общий язык со всеми молодой человек. До встречи с Калленами вёл кочевой образ жизни, нападал на людей. В книге «Рассвет» знакомится с Кейт, влюбляется в неё, вступает в Деналийский клан и принимает «вегетарианскую диету». Высокий, поджарый, с длинными волосами цвета коричневого песка, собранными в «хвост».

Актёр: Ли Пейс.
- Питер — старый друг Джаспера. Был одним из новорождённых вампиров армии Марии, которого она оставила в живых, чтобы присматривать и воспитывать других новообращённых. Благодаря ему, Джаспер осознал, что существует другая жизнь, помимо жестоких войн. Ведет свободный образ жизни, путешествует со своей спутницей Шарлоттой. Питается кровью людей. Платиновый блондин с длинными волосами. Такого же роста, как Джаспер (190 см).

Актёр: Эрик Одом.
- Шарлотта — одна из старых друзей Джаспера. Так же была новообращенной из армии Марии. От неминуемой гибели её спас Питер, вместе они и сбежали. Ведет свободный образ жизни, путешествует со своим возлюбленным. Питается кровью людей. Платиновая блондинка ростом с Элис (147 см).

Актриса: Вэлори Керри.
- Мэри — одна из старых друзей семьи Калленов. Давно знает Рэндала и дружит с ним, но путешествует одна.

Актриса: Тони Тракс.
- Рэндал — один из старых друзей семьи Калленов. Давно знает Мэри и дружит с ней, но путешествует один.

Актёр: Билл Тангради.

#### Европейские кочевники
- Алистер — вампир из Англии, всегда предпочитает скитаться в одиночестве. Друг Карлайла. Ищейка. Его талант заключается в том, что у него появляется лёгкая тяга к объекту поиска. Высокий и темноволосый.

Актёр: Джо Андерсон

## Оборотни

Слева направо: Пол Лэйхот, Эмбри Колл, Сэм Адли, Джейкоб Блэк и Джаред Кэмерон в фильме «Новолуние».

### Сэм Адли
- Сэм Адли (англ. Sam Uley), также (в книге «Затмение») Сэм Улей или (в фильме «Сумерки. Сага. Новолуние») Ю́ли — индеец племени Квилетов, потомок Леви Адли, первым из индейцев-подростков стал оборотнем. Так как превратился первым, он не знал, что делать дальше и как снова стать человеком. В обличии волка — огромный чёрный зверь. Сэм является «альфой» — вожаком стаи, хотя по праву рождения эта роль принадлежит Джейкобу. После превращения Джейкоба Блэка предложил ему права «альфы», но тот отказался. Сэм запечатлён с Эмили Янг. Почти за год до происходящих в «Новолунии» событий, он, не сдержавшись, ранил девушку, оставив на её лице несколько шрамов. Эмили является невестой Сэма, и в скором времени они хотят пожениться.

Актёр: Чэск Спенсер.

### Джаред Кэмерон
- Джаред Кэмерон (англ. Jared Cameron) — один из квилетов, живущих в индейской резервации Ла-Пуш. Переродился в оборотня вторым из всей стаи. Запечатлён со своей одноклассницей Ким Коннвеллер, с которой всегда сидел за одной партой и на которую никогда не обращал большого внимания. Его запечатление произошло после первого перерождения. В образе волка у него бурая шерсть.

Актёр: Бронсон Пеллетье.

### Квил Атеара
- Квил Атеара V (англ. Quil Ateara V) — один из лучших друзей Джейкоба Блэка и его двоюродный брат. Дед Квила входит в состав совета старейшин. Вскоре после первого превращения, юноша запечатлевается с Клэр — племянницей Эмили, которой на тот момент было всего 2 года. Так как оборотни не стареют, пока могут превращаться, столь юный возраст избранницы Квила не смущает. В образе волка у него шоколадно-коричневая шерсть. После раскола стаи, в конце концов, Квил уходит под начало Джейкоба.

Актёр: Тайсон Хаусмен.

### Ли Клируотер
- Ли (в фильмах — Леа) Клируотер (англ. Leah Clearwater) — единственная девушка-оборотень, бета в стае Джейкоба. Дочь Гарри и Сью Клируотеров. Отец Ли умер от сердечного приступа. У неё гладкая медная кожа, блестящие чёрные волосы, густые ресницы. Волосы коротко постригла, как все оборотни. Сестра Сета Клируотера, бывшая девушка Сэма Адли. Ли и Сэм дружили ещё со школы, они стали встречаться, когда Ли было четырнадцать. Сэм скрывал тот факт, что стал оборотнем, но они пытались сохранить отношения, потому что любили друг друга. Однажды из резервации Мака к Ли приехала её троюродная сестра Эмили Янг, с которой Сэм запечатлелся. Ли очень тяжело это переживала и пыталась смириться. Она была недовольна тем, что стала оборотнем, так как каждый день видела Сэма и Эмили, а её мысли могли читать. По мнению Беллы, Ли считала, что шрамы на лице Эмили — справедливое возмездие. В виде оборотня шерсть у Ли серая, и она очень маленькая по сравнению с другими волками. Ли бегает быстрее всех оборотней в стае. Когда Джейкоб и Сет ушли из стаи, Ли присоединилась к ним, впоследствии став «бетой» в стае Джейкоба. Сэм просил оборотней на коленях умолять Ли вернуться в его стаю («Рассвет»), но та осталась с братом и Джейкобом, лишь бы быть подальше от источника боли. В «Рассвете» у Ли с Джейкобом состоялся откровенный разговор, вследствие которого они стали лучше понимать друг друга. Также Ли плохо относится к Белле, так как та приносила много страданий Джейкобу, а в «Рассвете» неумышленно ранила Сета.

Актриса: Джулия Джонс.

### Пол Лэйхот
- Пол Лэйхот (англ. Paul Lahote) — один из первых квилетов, после Сэма, кто превратился в оборотня. Он очень неуравновешен, любит померяться силами с Джейкобом. В порыве гнева не может контролировать превращение, но особо от этого не страдает, так как все оборотни имеют способность к регенерации (раны после драк быстро заживают). Запечатлелся (у него произошёл импринтинг) с сестрой Джейкоба (Рейчел), которая приехала после учёбы в гости к своему брату. Импринтинг пошёл ему на пользу, и его характер заметно смягчился. Благодаря Рейчел, Пол становится частым гостем в доме Блэков. Его волк серебристо-серого цвета.

Актёр: Алекс Мераз.

### Сет Клируотер
- Сет Клируотер (англ. Seth Clearwater) — сын Гарри и Сью Клируотеров (старейшин племени квилетов), младший брат Ли Клируотер. Стал оборотнем вскоре по достижении 15 лет. Сет лучше других оборотней относится к вампирам. Особенно крепкая дружба у него устанавливается с Эдвардом Калленом, плечом к плечу с которым он в «Затмении» дрался против Райли и Виктории и с небольшой помощью которого в итоге победил Эдвард и спас Беллу. В «Рассвете» вместе с Джейкобом отделяется от стаи, всячески помогая Калленам. Его шерсть в облике волка песочного цвета.

Актёр: Бубу Стюарт.

### Эмбри Колл
- Эмбри Колл (англ. Embry Call) — ещё один близкий друг Джейкоба. Родился в 1990 году. Его мать переселилась в Ла-Пуш из соседней резервации племени мака, будучи беременной. Все были удивлены превращению Эмбри в оборотня, так как это означало, что его отцом может быть один из трёх квилетов: Джошуа Адли, Квил Атеара-старший или Билли Блэк, а следовательно, он может являться единокровным братом Сэму, Квилу или Джейкобу. Они надеются, что Эмбри — брат Сэма, отец которого редко появлялся дома.

Эмбри стал оборотнем раньше своего друга, и Джейк очень переживал и волновался за него, не понимая, что происходит. Их дружба очень сильна. В книге «Рассвет», когда Джейкоб ушёл из стаи, Сэм даже не отправил переговорить с ним Эмбри, боясь, что тот вступит в стаю Блэка. Тем не менее, перед противостоянием с Вольтури (после превращения Беллы в вампира) Эмбри перешёл в стаю Джейкоба.
В течение описываемых в саге событий, юноша остаётся единственным из первоначального (на время действия «Новолуния») состава стаи, кто ни с кем не запечатляется.
Актёр: Кайова Гордон.

## Люди

### Чарли Свон
- Чарли Свон (англ. Charlie Swan) — отец Беллы Свон. Является шерифом полиции Форкса. Человек спокойный и рассудительный, очень ненавязчивый, молчаливый. После развода с Рене у него была депрессия, с которой он справился, став закоренелым холостяком. Совершенно не умеет готовить. Обожает рыбачить и смотреть спортивный канал. Очень близок к квилетам, дружит с Билли Блэком и Гарри Клируотером, хотя не воспринимает их легенды всерьёз. Обладатель тёмно-карих глаз и каштановых кудрявых волос. Очень любит свою дочь Беллу, но очень редко проявляет свои чувства. Его мысли открыты для Эдварда, но они очень тихие и иногда их сложно разобрать, из-за этого Каллен думал, что шериф — человек недалекий, но после более близкого общения понял, что это не так.

Когда Белле исполняется семнадцать, она переезжает к Чарли, чему он очень рад, хотя и понимает, что такой город, как Форкс, вряд ли может ей понравиться, поэтому предпринимает любые попытки, чтобы Белла была довольна. Когда она начинает встречаться с Эдвардом Калленом, Чарли воспринимает его благосклонно, потому что уважает его приёмного отца, доктора — вампира Карлайла Каллена. Но после того, как Белла, якобы из-за расставания с Эдвардом, решает срочно покинуть Форкс (на самом деле это был ход, чтобы Чарли не пострадал от ищейки Джеймса), а потом ломает ногу, якобы в гостинице, и теряет много крови, отношение отца Беллы к Эдварду становится несколько прохладнее.
В «Новолунии» Чарли и вовсе начинает относиться к Эдварду негативно после того, как тот бросил её в лесу и уехал со своей семьёй из города. У Беллы начинается затяжная депрессия, во время которой ей постоянно снятся кошмары. Чарли просто в отчаянии, ему больно за дочь, поэтому он от безысходности предлагает ей переехать к маме, но Белла отказывается. Поэтому, когда она начинает дружить с Джейкобом Блэком и постепенно приходит в порядок, Чарли очень радуется этому, тем более, что Джейк — сын его лучшего друга. Но спустя некоторое время Белла, не сообщив заранее отцу, уезжает на три дня ради спасения Эдварда. Это очень злит Чарли, и он назначает Белле домашний арест. После того, как Джейкоб, желая воспрепятствовать возобновившимся отношениям Беллы и Эдварда, сообщает Чарли о мотоциклах, на которых катался с Беллой, наказание становится более строгим, так как шериф считает тех, кто ездит на мотоциклах, очень безответственными (в фильме донос о мотоциклах отсутствует). Но, наблюдая, как Белла безропотно терпит своё наказание и выполняет все условия, Чарли предоставляет ей амнистию, при условии, что она «правильно» использует свою свободу, подразумевая под этим развитие отношений с Джейкобом в ущерб отношениям с Эдвардом (доходит до того, что в книге «Затмение» Чарли при Белле хвалит Джейкоба за то, что тот насильно поцеловал её).
Через некоторое время, узнав, что Джейкоб якобы попал в аварию на мотоцикле и серьёзно пострадал (на самом деле травмы причинены новорождённым вампиром), Чарли видит, что любовь между Беллой и Эдвардом настоящая, и убеждается в том, что Эдвард более ответственный, чем Джейкоб, поэтому начинает относиться к бойфренду своей дочери более терпимо, считая это чем-то неизбежным, относительно спокойно принимает известие о помолвке и объявляет Эдварду своё согласие на их брак.
Во время медового месяца Эдварда и Беллы Чарли узнаёт, что его дочь серьёзно больна. Он очень сильно переживает, что она может не выжить. Поэтому его очень удивляет, когда Джейкоб Блэк сообщает, что молодожёны вернулись, но Белле пришлось сильно измениться. После Джейк повергает Чарли в шок, когда, пытаясь объяснить изменение Беллы, на его глазах превращается в громадного волка. По истолкованию юного Блэка, Чарли понимает, что мир не такой, каким ему кажется, но осознаёт, что для его дочери будет лучше, если он не будет знать об этом всё.
При встрече с Беллой Чарли еле-еле узнаёт, но всё-таки очень радуется тому, что его дочь жива и здорова, а также боится, что может снова её потерять, поэтому не требует много объяснений. Эдвард показывает Чарли их якобы приёмную дочь, у которой Беллины глаза, лицо Эдварда и кудри самого Чарли. Как и всех прочих, девочка покоряет его в два счёта. Шериф Свон осознаёт, что стал дедушкой. Но это новое качество его всё-таки радует.
В последних главах «Рассвета» сближается со Сью, вдовой своего друга Гарри Клируотера, что очень радует Беллу, довольную, что отец будет не один.
Актёр: Билли Берк.

### Рене Дуаер
- Рене Дуаер (англ. Renée Dwyer) — мать Беллы. Она вышла замуж за Чарли Свона сразу после окончания школы, но вскоре развелась с ним и уехала вместе с дочерью, Беллой. Рене — человек эксцентричный, наивный, рассеянный и инфантильный. В отношениях с ней сдержанная и благоразумная Белла всегда чувствовала себя матерью, отговаривала от рискованных идей и заботилась о ней. Белла называет Рене своей лучшей подругой. Когда Рене повторно вышла замуж за молодого бейсболиста Фила Дуаера (англ. Phil Dwyer), часто переезжающего с места на место, Белла уехала к отцу в Форкс, чтобы Рене и Фил могли путешествовать вместе. Эдвард описывает Рене как проницательного человека. Она сразу догадывается об отношениях Беллы и Эдварда. В книге «Рассвет» Белла боится рассказывать матери о помолвке с Эдвардом, вспоминая, как та после первого неудачного замужества осуждала ранние браки. Однако Рене одобрила свадьбу Беллы, сказав, что дочь всегда была более сознательным и взрослым человеком, чем её ровесницы, и что она давно ожидала чего-то подобного. Внешне Рене похожа на дочь, только у неё более округлое лицо, голубые глаза, а каштановые волосы короткие. В «Сумерках» она живёт в Финиксе, а в остальных книгах — в городе Джэксонвилл.

Актёр: Сара Кларк.

### Фил Дуаер
- Фил Дуаер (англ. Phil Dwyer) — муж Рене и отчим Беллы. Он бейсболист, которому приходится много путешествовать. До событий, описанных в книге «Сумерки», Рене оставалась с Беллой, а Фил ездил один. Рене за него очень переживала, поэтому Белла решила переехать к своему родному отцу, уверенная в том, что Фил сможет отлично позаботиться о её недалёкой матери. Спустя некоторое время Фил и Рене переехали в Джэксонвилл и решили там остаться. Фил стал тренером школьной команды и позже получил травму, но поправился ещё до свадьбы Беллы. Человек он добрый и заботливый, отлично воспринимает все причуды Рене и оберегает её.

Актёр: Тай Олссон

### Билли Блэк
- Билли Блэк (англ. Billy Black) — родился и вырос в Ла-Пуш, является одним из старейшин племени квилетов. В книге описывается как коренастый индеец со смуглой кожей и морщинистым лицом, чёрными волосами и тёмно-карими глазами.

После гибели жены Сары в автомобильной катастрофе, Билли остался единственным родителем у троих детей: сына Джейкоба, а также дочерей Рэйчел и Ребекки.
Одним из близких друзей Блэка-старшего является Чарли Свон, отец Беллы. В книге «Затмение», пригласив его в Ла-Пуш, Билли тем самым защищал его от Виктории и её армии новорождённых вампиров.
Билли прикован к инвалидному креслу вследствие повреждения нервов ног, вызванного диабетом, также, многое указывает на то, что он был на лечении в Калифорнии, и по их законодательству, недееспособные ноги ампутируют во избежание неловких ситуаций, поэтому, вернувшись в свой родной штат, он решает сделать себе протезы из деревянных палок, поломав их на двое для имитации изгиба колена, чтобы не выделяться среди других инвалидов округа.
Актёр: Джил Бирмингем.

### Джессика Стэнли
- Джессика Стэнли (англ. Jessica Stanley) или Джесс (англ. Jess) — первая школьная подруга Беллы в Форксе, которая заинтересовала Джессику своей популярностью, а не какими-то личными качествами. Их дружба прерывается в книге «Новолуние» из-за депрессивного состояния Беллы, но в следующей части «Затмение» девушки вновь сближаются. Джессика любит посплетничать, походить по магазинам и быть в центре всеобщего внимания. Белла благодарна ей за то, что та поддержала её в первый школьный день, однако считает Джессику излишне навязчивой. Эдвард Каллен недолюбливает Джессику, так как видит в её мыслях очень много зависти к Белле.

В книге «Сумерки» Джессика описывается как девушка невысокого роста, с тёмными кудрявыми волосами и голубыми глазами. Джессика увлечена Майком Ньютоном, однако он замечает только Беллу.
В книге «Рассвет» Джессика появляется на свадьбе Эдварда и Беллы, где они с Майком «не размыкают рук».
Актриса: Анна Кендрик.

### Анжела Вебер
- Анжела Вебер (англ. Angela Weber) — одноклассница и подруга Беллы. Скромная, тихая и очень добрая девушка, отличительной чертой которой также является высокий рост (183 см). У неё светло-коричневые волосы и светло-карие глаза. В фильме Анжела черноволосая. В отличие от большинства знакомых Беллы в школе, Анжела не старалась использовать её в своих целях и стала Белле настоящим другом. Всегда искренне переживает за своих друзей и вполне довольна своей жизнью. Очень любит своих маленьких братьев. Она тактична, уважает личное пространство других людей и никогда не задаёт лишних вопросов. Анжела сильно привязана к своему бойфренду Бену и братьям близнецам. В фильмах ей нравится Эрик Йорки.

Актриса: Кристиан Серратос.

### Эрик Йорки
- Эрик Йорки (англ. Eric Yorkie) — одноклассник Беллы, задействован в школьной газете. Долговязый, худощавый парень с бледной кожей, чёрными волосами и карими глазами. В фильме «Сумерки» называет себя «глазами и ушами» школы, где они учатся. Хотел написать статью о появлении «новенькой», но по просьбе Беллы не стал этого делать. Сразу ею заинтересовался и начал ухаживать, впрочем, как и многие другие, также, как и они, безрезультатно. В фильмах его персонаж был объединён с персонажем Бена Чейни. Нравился Анжеле Вебер, которая по предложению Беллы пригласила его на танцы. В книге «Новолуние» начинает встречаться с рыженькой десятиклассницей Кэти Маршалл.

Актёр: Джастин Чон.

### Майк Ньютон
- Майк Ньютон (англ. Mike Newton) — одноклассник Беллы, тайно в неё влюблённый. В «Сумерках» Майк Ньютон одним из первых в новой школе подошёл к Белле, познакомился, предложил свою помощь. Он часто приглашал Беллу на свидания, хотя она по большей части ему отказывала. В этой же книге Майк начал встречаться с Джессикой Стэнли. Семья Майка владеет небольшим магазином спортивных товаров, где одно время подрабатывала Белла. К Эдварду Каллену Майк относился с ненавистью, сильно ревнуя к нему Беллу. Высокий, светловолосый, у него детское лицо и голубые глаза.

Актёр: Майкл Уэлш.

### Тайлер Кроули
- Тайлер Кроули (англ. Tyler Crowley) — одноклассник Беллы. В книге «Сумерки» он чуть не сбивает Беллу своим фургоном, но её спасает Эдвард. После этого Тайлер пытается загладить свою вину, просит у неё прощения и даже приглашает Беллу на весенний бал, но та отказывается. Тайлер один из самых популярных парней в школе. Он любит спорт, его рост 185 см, он загорелый (в фильмах — темнокожий), у него карие глаза и каштановые волосы.

Актёр: Грегори Тайри Бойс.

### Лорен Мэллори
- Лорен Мэллори (англ. Lauren Mallory) — одноклассница Беллы, одна из самых популярных девушек в школе. Это очень красивая пепельная блондинка с зелёными глазами и светлыми бровями. Рост 168 см. Полна презрения, с завышенной самооценкой, вечно недовольная, завистливая. Недружелюбно относилась к Белле, так как завидовала её популярности. Также ревновала к ней Тайлера. С Тайлером отношения не завязались, она стала встречаться с одноклассником по имени Коннер. Когда уехал Эдвард, Лорен многих настроила против Беллы, что убавило популярность последней. В «Новолунии», судя по всему, она перекрасила волосы в пшенично-белокурый цвет, а также коротко подстригла их, так как встретила неизвестного модельного агента, который предложил ей грандиозный кастинг в агентство, если она сделает короткую стрижку. Неизвестно, сложилась ли её карьера модели, или её обманули. В фильме персонаж был объединён с образом Джессики Стэнли.

| Актриса: | н/д |

### Рейчел Блэк
- Рейчел Блэк (англ. Rachel Black) — старшая сестра Джейкоба Блэка и сестра-близнец Ребекки Блэк. Она, как и Ребекка с Джейком, потеряла мать, которая погибла в автокатастрофе, а их отец после происшествия оказался прикованным к инвалидному креслу. После окончания школы в резервации, несмотря на протесты отца и брата, Рейчел уехала из Ла-Пуш учиться в одном из университетов Штатов. Разлука также оказалась для неё тяжким бременем, поэтому после окончания университета девушка сразу же вернулась в родную резервацию, к отцу и брату, где и встретила Пола, который запечатлелся с ней.

| Актриса: | н/д |